# Île de Roda
L'île de Roda (ou Rhoda, Rodah) est une île d'Égypte située sur le Nil, dans la ville du Caire. Fortement urbanisée, elle forme un quartier résidentiel aisé.

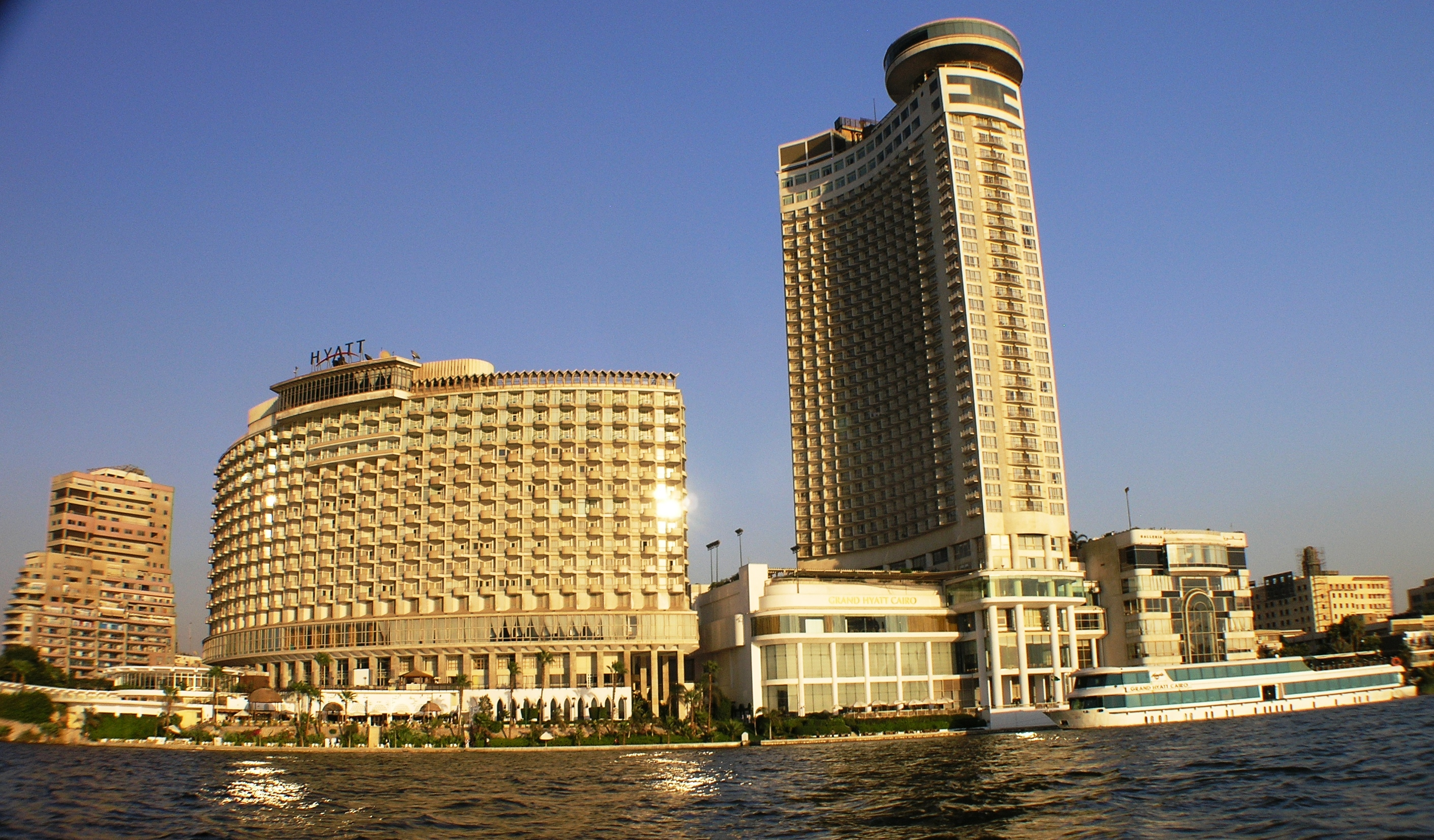
L'hôtel Hyatt de l'île de Roda depuis le Nil.
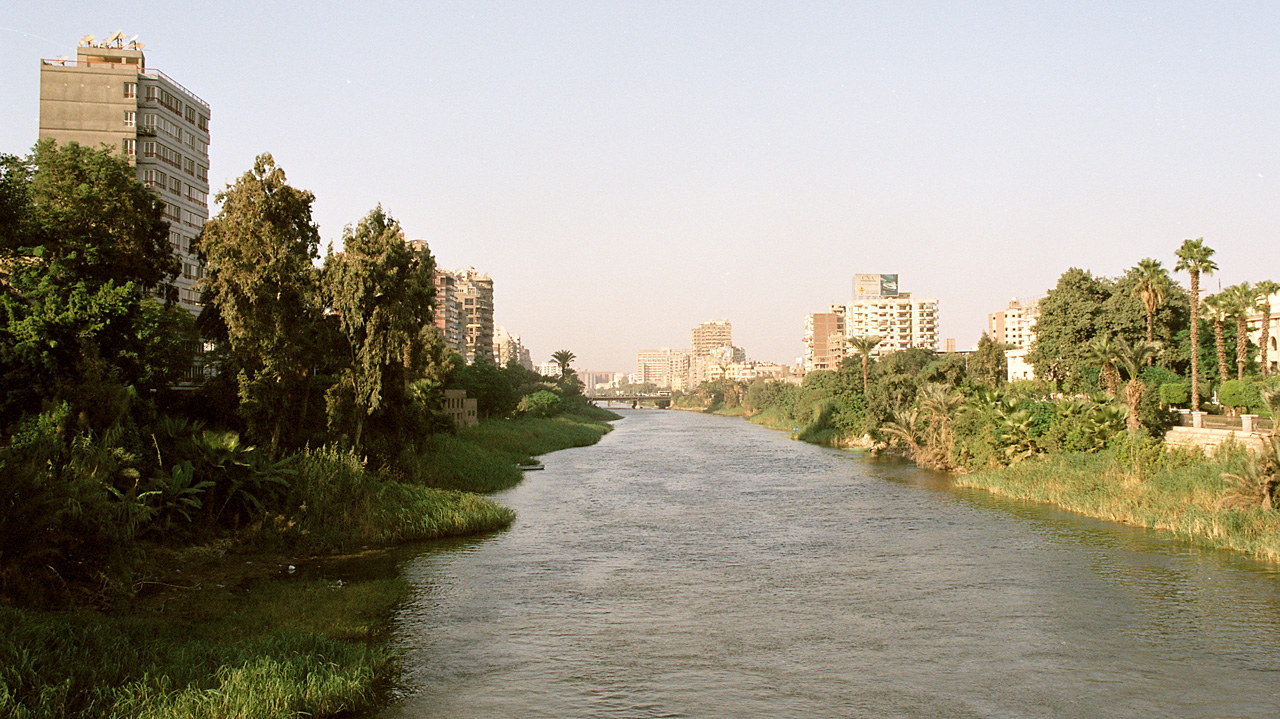
Bras du Nil séparant l'île de Roda du Vieux-Caire.